# Земљотрес у Ташкенту 1966.
Земљотрес у Ташкенту 1966. (узб. Toshkent zilzilasi, рус. Ташкентское землетрясение) догодио се 26. априла у Узбечкој ССР. Имао је тренутну магнитуду од 5,2 са епицентром у централном Ташкенту на дубини од 3–8 километара. Земљотрес је изазвао огромна разарања у Ташкенту, уништивши већину зграда у граду, убивши између 15 и 200 људи и оставивши између 200.000 и 300.000 без крова над главом. Након катастрофе, већина историјских делова Ташкента је уништена, а град је обновљен, заснован на совјетским архитектонским стиловима. Совјетске власти су након тога отвориле Институт за сеизмологију да би предвиделе будуће земљотресе.

## Позадина
Ташкент и његова непосредна околина били су подложни земљотресима, а од 1914. до 1966. године забележена су 74 земљотреса јачине између 3 и 6. Град је био оштећен у земљотресима 1866. и 1886. године.
Забринутост у вези са могућим оштећењима града услед земљотреса је била изражена 1940-их и 1950-их, посебно након што је Ашхабад разорен у земљотресу 1948. године. Пре земљотреса у Ташкенту примећен је пораст нивоа радона.

## Земљотрес
Земљотрес се догодио у 05:23 сати на веома плиткој (и стога деструктивнијој) дубини од 3–8 километара са епицентром у центру града.
Потрес је изазвао огромна уништења имовине. Укупно је уништено преко 80% града, укључујући више од половине старог града.
Укупно је уништено између 78.000 и 95.000 домова. Већина њих су била традиционалне стамбене зграде од ћерпића у гушће насељеним централним областима. Већина најзначајнијих зграда у Ташкенту је уништена, укључући и 600 година старе џамије. Већина ових зграда претходила је Руској револуцији 1917. године. Међутим, ненарушен је остао само Навојев театар, који су изградили јапански ратни заробљеници.
Процене оних који су због катастрофе остали бескућници кретали су се од 200.000 до 300.000 људи.
Иако је званични број погинулих био 15 људи, ова бројка је можда потцењена због совјетске тајности, а други извори процењују да се број смртних случајева креће од 200 људи до 0,5% становништва града од 1.100.000. Страдало је 20% више жена него мушкараца.

## Последице
Непосредно након катастрофе, високе совјетске личности, укључујући председника КПСС Леонида Брежњева, одлетеле су у Ташкент да надгледају напоре за опоравак и обнову. Започет је велики пројекат обнове, са другим совјетским републикама које су послале велики број радника да помогну у процесу обнове. Ово је променило етнички састав града, пошто су многи од њих остали у Ташкенту након што су радови завршени. Нови Ташкент је садржавао архитектонске стилове који се налазе у другим совјетским градовима као што су широки булевари и велики комплекси стамбених зграда. До 1970. године изграђено је 100.000 нових домова.
Земљотрес је такође резултовао повећаном религиозношћу, са повећаним интересовањем за многе исламске ритуалне праксе.
Да би спречиле даље такве катастрофе да имају тако озбиљан утицај на град, совјетске власти су 1966. године створиле Институт за сеизмологију, задужен за праћење сеизмичких промена, као што су промене нивоа радона и предвиђање земљотреса.
Спомен-камен жртвама земљотреса који се налази изнад епицентра откривен је 1976. године.